# Josef Arpád Koppay

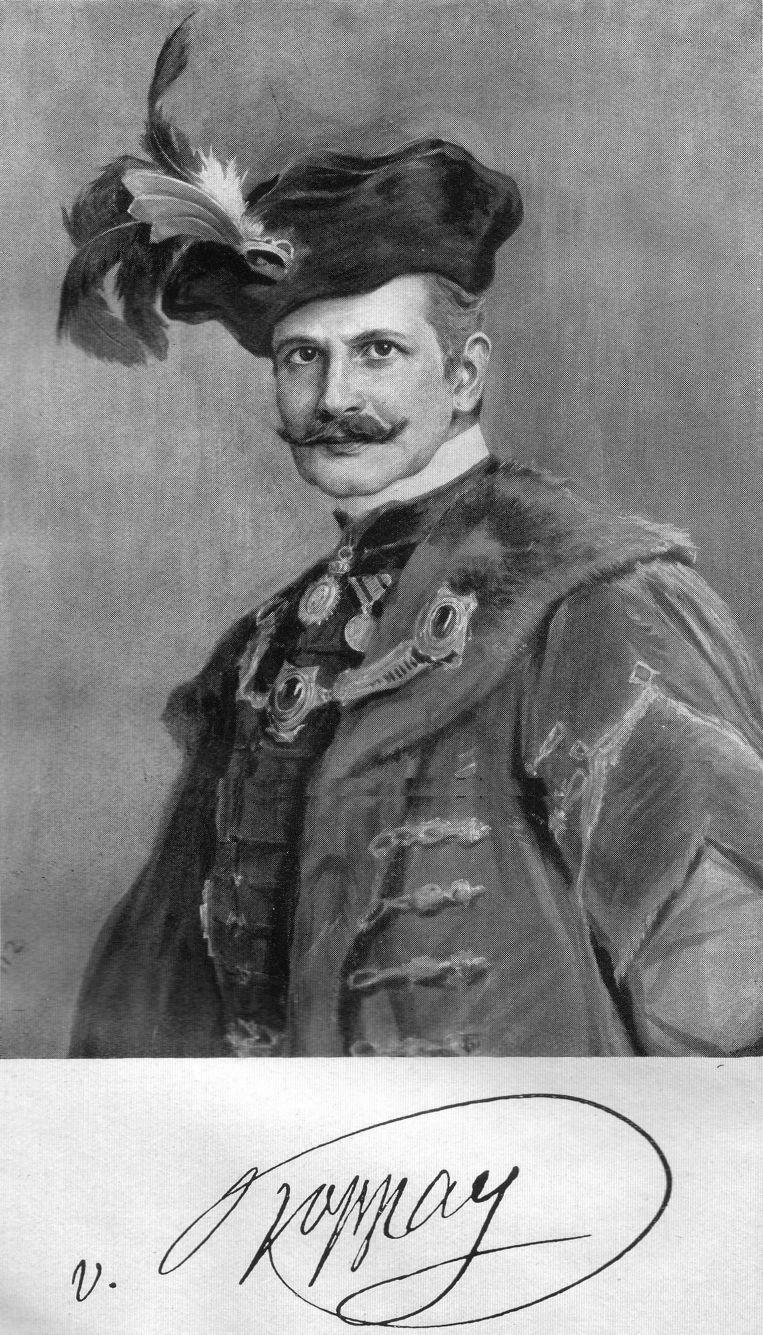
Josef Koppay, Selbstporträt

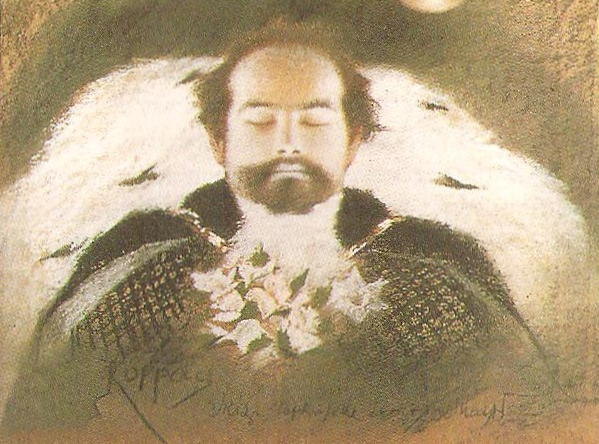
König Ludwig II. von Bayern auf dem Paradebett 1886

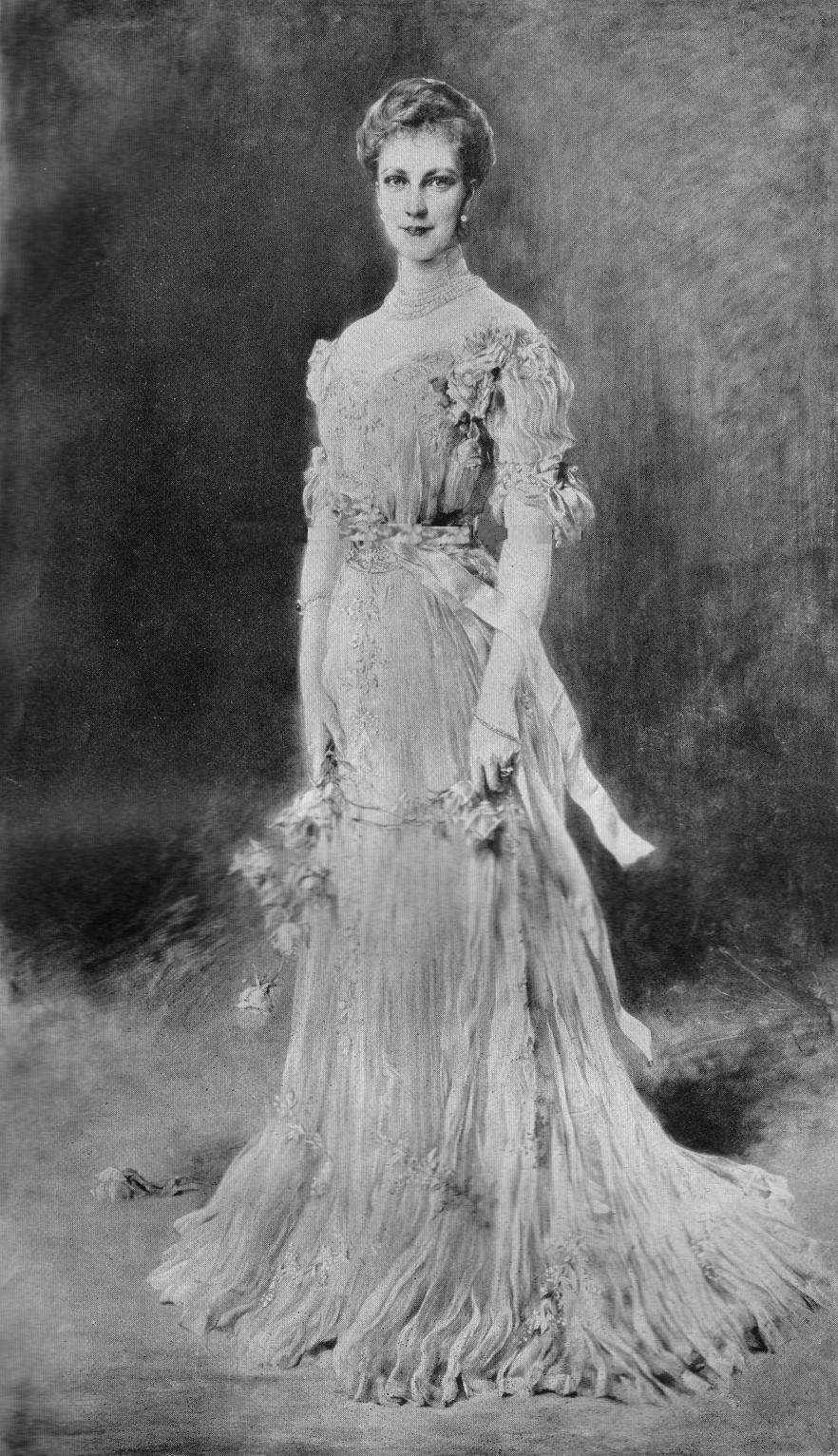
Elisabeth Marie zu Windisch-Graetz

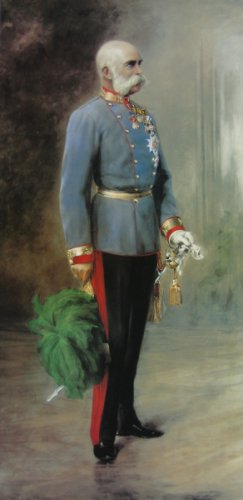
Kaiser Franz Josef

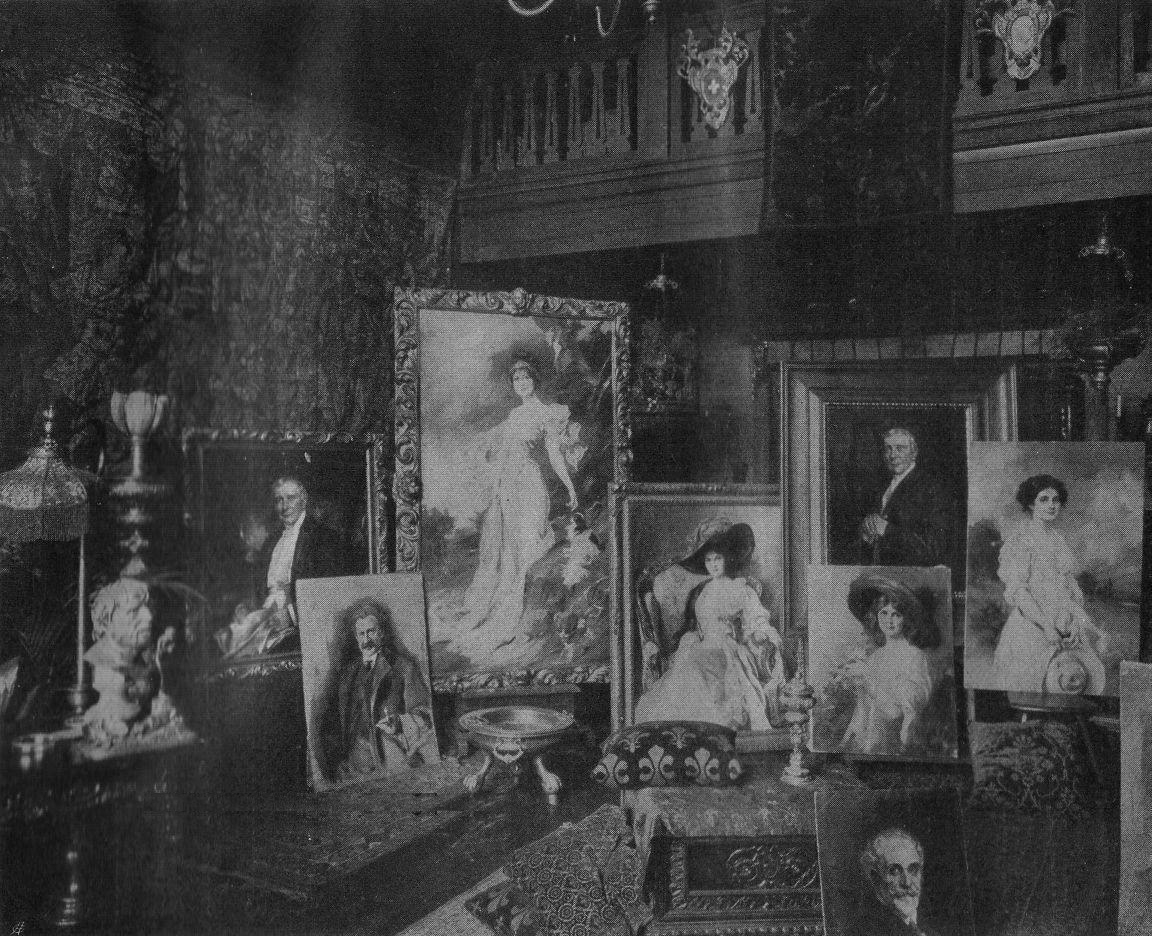
Koppays Atelier in New York

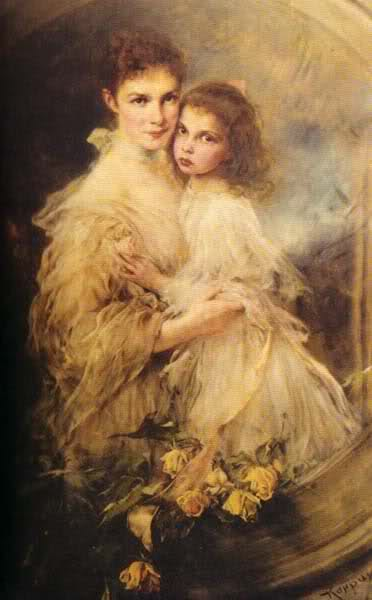
Erzherzogin Marie Valerie mit ihrer Tochter Ella (1898, Ausschnitt)

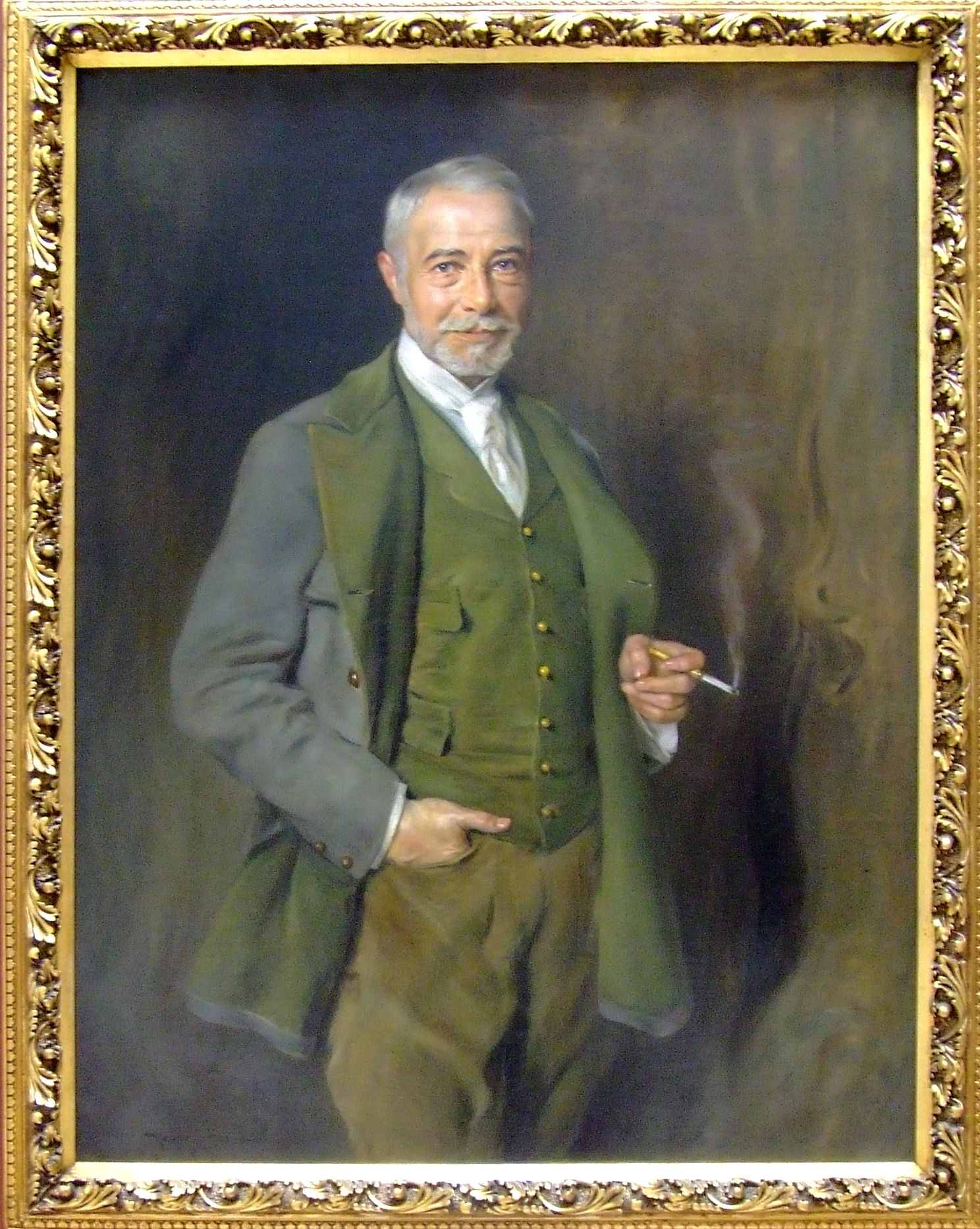
Frigyes Déri

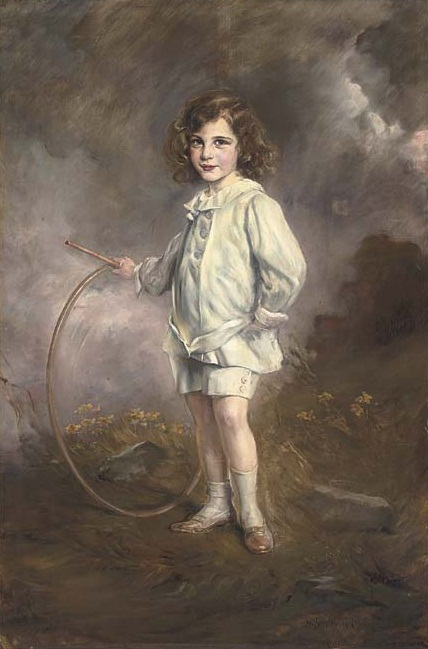
Nathan Mayer Victor Rothschild, einen Reifen haltend, 1914

Josef Arpád Koppay (offizieller Name: Baron József Árpád Koppay von Drétoma; * 15. März 1859 in Wien; † 2. September 1927 in Badgastein) war ein österreich-ungarischer Maler. Auch die Namen Józsi Arpád Koppay und Josef Arpad Koppay sind in der Literatur nachgewiesen.

## Herkunft und Ausbildung
Koppay hatte den Adelstitel von seinen Vorfahren väterlicherseits geerbt, Burggrafen in Liechtenstein. Seine Mutter kam aus einer Bürgerfamilie Niederösterreichs. Koppay wuchs in Budapest auf, wo er auch zwei Jahre lang Technik und Architektur studierte. In Wien setzte er die Studien fort. Als Architekturstudent war er Schüler von Heinrich von Ferstel, Karl König und Dombaumeister Friedrich von Schmidt. Eine Einberufung in den Militärdienst als Leutnant des Österreich-Ungarischen Feldzugs gegen Bosnien unterbrach sein Studium.
1878, nach dem Feldzug, entdeckte sein Lehrer Schmidt durch Zufall Koppays Aquarelle, die dieser in der Freizeit angefertigt hatte. Schmidt stellte seinen Schüler dem Maler Hans Makart vor, der ihn in seine Meisterklasse aufnahm. Weitere Studien betrieb Koppay bei Hans Canon. Ab 1884 war Koppay in München tätig, wo ihn sein Pastellbild König Ludwig II. auf dem Paradebett (1886), eine Porträtdarstellung des auf einem opulenten Katafalk ruhenden verstorbenen Königs, bekannt machte. Dieses Bild war so gut gelungen, dass Koppay für Kaiserin Elisabeth von Österreich eine Kopie malen musste. Damit wurde er zu einem gefragten Porträtmaler. Er trug den Titel Hofmaler.

## Ausstellungen
Im Jahre 1900 erschienen im Verlag der Hof- und Universitätsbuchhandlung Wien Vervielfältigungen der lebensgroßen Öl-Porträts von Kaiserin Elisabeth und Kaiser Franz Josef im Format 90 × 60 cm. Es wurden sowohl Künstlerdrucke aufgelegt, die vom Künstler handsigniert wurden, als auch Kupferdrucke. Die Originale waren kurz nach ihrer Entstehung in den Alexander-Appartements der Wiener Hofburg ausgestellt gewesen.
1902 fand im Künstlerhaus Wien eine Ausstellung von Bildern Koppays statt. Die Ausstellungsrezension in der Neuen Freien Presse hebt besonders das Porträt der Fürstin Elisabeth zu Windisch-Graetz hervor. Auch ein Bild der Fürstin Hohenberg, der Gemahlin des Thronfolgers Franz Ferdinand, war in der Ausstellung zu sehen.

## Reisen
Seine Reisen führten ihn an viele wichtige Kaiser- und Königshöfe Europas und in die USA. 1887 zog es Koppay für acht Monate nach Paris. Ende 1887 wurde er nach Madrid gerufen, um dort unter anderem die habsburgische königliche Familie zu malen. Vermutlich Anfang 1888 zog er wieder nach Paris, wo er bis Ende 1889 blieb. Dort verkehrte er mit den Malern Mihály Munkácsy und Léon Bonnat. 1889 reiste er nach London, wo er ungefähr ein Jahr blieb. 1890 zog er nach Berlin und arbeitete in der Reichshauptstadt bis 1894. Er erhielt dort den Auftrag, fast die gesamte Hofgesellschaft und das diplomatische Korps zu malen. Anschließend ging er nach Wien, wo er bis 1904 hauptsächlich mit Porträtaufträgen beschäftigt war. Ab 1904 arbeitete er jedes Jahr einige Zeit in den USA. In den folgenden sieben Jahren malte er neben dem Hochadel auch zahlreiche Großindustrielle, Künstler und Schriftsteller. Präsident Theodore Roosevelt oder die Familie Rockefeller wurden seine Auftraggeber. 1911 ließ er sich in London nieder. Nach Ausbruch des Ersten Weltkriegs zog er nach Zürich in der neutralen Schweiz. Dort blieb er bis etwa 1919. Nach dem Krieg kam er nach Österreich zurück, wo er zuletzt in Wien lebte.
Er zählte auch zu den hervorragenden Pastellmalern seiner Zeit.
Koppay starb 1927 in Bad Gastein.

## Werke
- 1895 Charlotte Wolter, Pastell auf Karton, 68,5 × 55,5 cm. Sammlung Schloss Wahn[4]
- 1886 König Ludwig II. auf dem Paradebett, Pastellbild.
- Selbstporträt
- Sir John Astbury – High Judge of England
- Theodor Herzl
- 1880 Kraft und List (Signatur schlecht lesbar, auch 1892 oder 1889 möglich)
- 1882 Das Unheil
- Baron Nagy
- Eleonore Fürstin von Bulgarien
- Sohn des Erzherzogs Leopold Salvator
- Lady Astbury – London
- Baronin Mathilde Koppay von Dretoma
- Erzherzogin Josefa
- 1898 Erzherzogin Marie Valerie
- Mrs Marjorie Johnston – San Francisco
- Präsident Roosevelt
- Herzogin Maria Immaculata
- Lady Rothschild – London
- Hofrat Dr. Widerhofer
- Lady Stuart Mackencie – Schottland
- Fürstin zu Windischgrätz
- Graf Mensdorff-Pouilly-Dietrichstein
- Bismarck
- Pius XI.
- Tochter des Honourable Mr Charles Rothschild – London
- Zarin Alexandrowna
- Frau von Rath
- 1899 Kaiserin Elisabeth im Auftrag Kaiser Franz Josefs, postum
- Kaiser Franz Joseph I.
- 1886 Shakespears Frauengestalten, Pastellzyklus
- 1889 Schlusssitzung der Berliner Samoa-Konferenz von 1889 mit 26 Porträts
- 1898/99 Erbprinzessin Therese und Prinz Adolf zu Schwarzenberg in Lebensgröße
- 1899 Erbprinz Johann zu Schwarzenberg in Zivil, Farbkreidezeichnung
- Erbprinzessin Therese, Pastellbrustbild
- Henrik Ibsen
- Frigyes Déri, zu sehen im Déri-Museum in Debrecen
- 1901 Porträt Sophie von Hohenberg, Pastell auf Karton, Heeresgeschichtliches Museum, Wien
- 1904 Porträt Franz Ferdinand von Österreich-Este, Öl auf Leinwand, Heeresgeschichtliches Museum, Wien
- 1914 Porträt von Nathaniel Mayer Victor Rothschild einen Reifen haltend, Öl auf Leinwand 152,5 × 101,5 cm.[5]